# Крусафон, Микель
Микель Крусафон и Пайро (кат. Miquel Crusafont i Pairó; Сабадель, Каталония, 1910—1983) — каталонский палеонтолог, который специализировался на костях млекопитающих.

## Биография
Получил фармацевтическое образование в Барселонском университете (1933), естественнонаучное в Мадридском университете (1950).
Профессор палеонтологии Овьедскога университета, профессор антропологии Общества Иисуса в Барселоне.

## Деятельность
Наиболее значительные произведения: «Los Vertebrados del Mioceno Continental de la cuenca del Vallés — Penedés» (1943, с Хосепом Фернандесом де Вильальтом), «El Mioceno Continental del Vallès y sus yacimientos de vertebrados» (1948, с Хосепом Фернандесом де Вильальтом); «El Burdigaliense continental de la cuenca del Vallès — Penedès» (1955, с Хосепом Фернандесом де Вильальтом и Хайме Труёлем), «Estudio Masterométricos en la evolución de los Fisípedos» (1957, с Хайме Труёлем); «La Evolución» (1966, с Бермуда Мелендесом и Эмильяно Агирре).
В 1969 году основал Провинциальный институт палеонтологии (с 1983 года — Институт палеонтологии имя Микеля Крусафона).

## Память
Его именем названо доисторическое животное Крусафонтия.